# Gerhard Möbus
Gerhard Georg Paul Möbus (* 19. März 1912 in Breslau, Provinz Schlesien; † 10. September 1965 in Bad Oldesloe) war ein deutscher Pädagoge, Psychologe und Politologe sowie Hochschullehrer an der Johannes Gutenberg-Universität Mainz.

## Leben
Der Sohn des Tischlermeisters Johann Paul Möbus wuchs im niederschlesischen Schreibersdorf, Landkreis Neumarkt in einem katholischen Dorf mit einer Zweiklassenschule auf. Von seinen sechs Geschwistern starben fünf bereits im Kindesalter. Er erhielt Privatunterricht in den alten Sprachen durch den Pfarrer, um zu Ostern 1925 die Prüfung für die Quarta am katholischen Matthias-Gymnasium zu Breslau zu bestehen. 1932 legte der Einserschüler das Abitur ab. Er wurde Mitglied im Bund „Neudeutschland“ sowie in der „Sturmschar“ und zeigte politisches Interesse als Mitglied im „Windthorstbund“, der Jugendorganisation der Deutschen Zentrumspartei.
Im Juni 1934 wurde der jüngere Bruder Herbert Möbus von Nationalsozialisten zusammengeschlagen und starb eine Woche später. Anscheinend hatte der Anschlag Gerhard Möbus gegolten, der an der Universität Breslau studierte: alte Sprachen, Geschichte, Deutsch, Philosophie, Psychologie. 1937 legte er das I. Staatsexamen für das Lehramt in den Fächern Geschichte, Latein und Griechisch ab und 1939 promovierte er zum Dr. phil. mit der philologischen Dissertation Nobilitas. Wesen und Wandlung der führenden Schicht Roms im Spiegel einer Wortprägung bei Hans Drexler. Assistent wurde er beim Althistoriker Joseph Vogt und beim Psychologen Philipp Lersch. Während des Zweiten Weltkrieges war er Heerespsychologe und lehrte an einer Schule für Kriegsblinde und Hirnverletzte im Erzgebirge, wo er sich als Mitwisser nach dem Attentat vom 20. Juli 1944 zeitweilig versteckte. Er gehörte zur katholischen Widerstandsgruppe um Heinrich Krone und Hans Lukaschek.
Bereits am 1. Juli 1945 erhielt er einen Lehrauftrag an der Universität Jena und konnte sich 1946 mit der Arbeit Der Mensch und die Geschichte beim Pädagogen Peter Petersen für Psychologie und philosophische Anthropologie habilitieren. Im selben Jahre wechselte er an die Universität Halle, wo er außerordentlicher Professor sowie dann Ordentlicher Professor und Direktor des Psychologischen Instituts wurde. Daneben schrieb er in der Ost-CDU-Zeitung „Neue Zeit“. Doch 1950 floh er aus der DDR wegen politischen Druckes in die Bundesrepublik Deutschland. Das hing auch mit der von Hans Siebert betriebenen Durchsetzung der Sowjetpädagogik zusammen.
Anfänglich unterrichtete er am Beethoven-Gymnasium Bonn und wurde 1951 an die Deutsche Hochschule für Politik in Berlin (West) berufen. 1958 übernahm Möbus die Leitung des Wissenschaftlichen Forschungs- und Lehrstabes bei der Schule der Bundeswehr für Innere Führung in Koblenz. Von 1960 bis 1963 lehrte er zudem als Honorarprofessor am Institut für Politikwissenschaft der Universität Mainz, und von 1963 bis zum Tode leitete er es als Professor und Direktor. Sein Assistent war Lothar Bossle.
Im Westen schrieb er für katholische Zeitschriften wie das Vertriebenenorgan „Heimat und Glaube“, für „Lebendiges Zeugnis“ und die von Jesuiten publizierten „Stimmen der Zeit“. Sein Hauptinteresse galt der kommunistischen Jugenderziehung. Weiter schrieb er Standardwerke über die politischen Theorien von den Anfängen bis zur Französischen Revolution und gab die Reihe „Politik der Gegenwart“ heraus. Weitere Themen waren Thomas Morus, Johann Wolfgang von Goethe, Joseph von Eichendorff.
Bei Gründung des Heimatwerkes schlesischer Katholiken 1959 wurde Möbus dessen erster Präsident. Außerdem hielt er viele Vorträge, so z. B. 1955, 1957 und 1962 bei den „Schlesischen Priestertagungen“ in Königstein im Taunus. Während oder nach einem in Bad Oldesloe gehaltenen Vortrag starb Möbus am 10. September 1965 an einem Gehirnschlag.

## Ehrung
1982 wurde das Gerhard-Möbus-Institut für Schlesienforschung von Lothar Bossle, Gundolf Keil und Joseph Joachim Menzel als Verein gegründet und 1986 als wissenschaftliche Einrichtung an der Bayerischen Julius-Maximilians-Universität Würzburg anerkannt, wo die „Schlesischen Forschungen“ erschienen. Die Forschungen des 2013 aus dem Vereinsregister gestrichenen Instituts werden betreut von der Wullstein-Forschungsstelle für deutsche Medizinliteratur des Mittelalters weitergeführt.

## Publikationen
- Macht und Menschlichkeit in der Utopia des Thomas Morus : Vortrag, gehalten an d. Dt. Hochschule f. Politik zur Immatrikulationsfeier am 14. Nov. 1952, Elektronische Reproduktion, Frankfurt/M. 2018
- Kommunistische Jugendarbeit – Zur Psychologie und Pädagogik der kommunistischen Erziehung im sowjetisch besetzten Deutschland, Berlin 1957
- Die politischen Theorien von den Anfängen bis zu Macchiavelli, Köln u. Opladen 1958 (Politische Theorien, Teil 1)
- Psychagogie und Pädagogik des Kommunismus, Köln u. Opladen 1959
- Sowjetpädagogik in Deutschland. Westdeutscher Verlag, Köln 1959.
- Der andere Eichendorff. Zur Deutung der Dichtung Joseph von Eichendorffs, Osnabrück 1960
- Die politischen Theorien im Zeitalter der absoluten Monarchie bis zur Französischen Revolution, Köln u. Opladen 1960, 2. Aufl. ebd. 1966 (Politische Theorien, Teil 2)
- Realität oder Illusion. Zum Problem der „unbewältigten Vergangenheit“, Osnabrück 1961 (Politik der Gegenwart, Bd. 1/2)
- Behauptung ohne Beweis. Zur Analyse und Kritik des Marxismus-Leninismus, ebd. 1961 (Politik der Gegenwart, Bd. 6).
- Europäische Humanität als politische Formkraft, ebd. 1963 (Politik der Gegenwart, Bd. 8) *
- Die Christus-Frage in Goethes Leben und Werk, ebd. 1964.
- Unterwerfung durch Erziehung. Zur politischen Pädagogik im sowjetisch besetzten Deutschland, Mainz 1965